# HD 1461

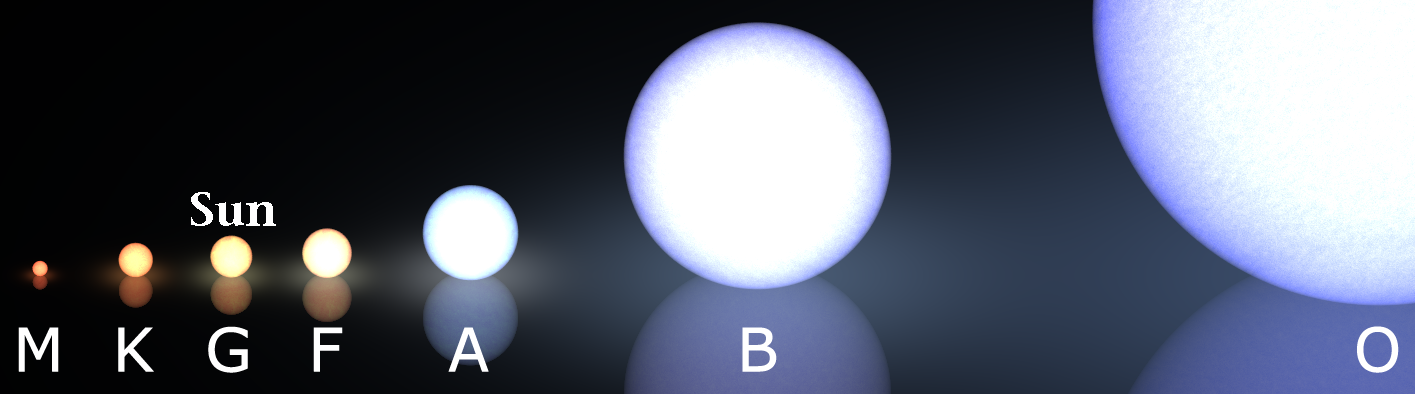
HD 1461 é uma estrela de classe G (G0V) de sequência principal ligeiramente com mais massa do que o Sol (G2V)

HD 1461 é uma estrela de classe G (G0V) de sequência principal ligeiramente com mais massa do que o Sol (G2V) que está localizada a cerca de 76 anos-luz de distância na constelação de Cetus.

## Sistema planetário
Em 14 de dezembro de 2009 os cientistas anunciaram a descoberta de pelo menos um planeta orbitando ao redor de HD 1461. O planeta, uma superterra com uma órbita de 5,8 dias, foi designado HD 1461 b. Os dados também continham evidências de planetas adicionais com períodos orbitais de cerca de 400 e 5 000 dias porém a estrela mostrou pequenas variações com períodos semelhantes, pondo em dúvida sobre a interpretação destes sinais como sendo causados por planetas em órbita.
Em setembro de 2011, um documento foi publicado no servidor de pré-impressão arXiv dando uma solução orbital e incorporando dados do espectrógrafo HARPS. Esta solução redescobriu o já anteriormente sabido planeta HD 1461 b, e um planeta adicional em uma órbita de 13,5 dias. Nenhuma menção foi feita dos propostos candidatos de 400 e 5 000 dias. Até junho de 2014, este documento não tinha sido ainda publicado em uma revista científica arbitrada.
Diferentemente de HD 1461 b, as designações para os outros planetas são inconsistentes: no documento original, Rivera et al. designou os candidatos de 400 e 5 000 dias como HD 1461 c e HD 1461 d, respectivamente, enquanto a pré-impressão de Mayor et al. (2011) usa a designação HD 1461 c para o planeta que orbita a cada 13,5 dias e não menciona os planetas de 400 e 5 000 dias de forma geral.